# Argentina, mayo de 1969: Los caminos de la liberación
Argentina, mayo de 1969: Los caminos de la liberación es una película documental en blanco y negro de Argentina dirigida por Rodolfo Kuhn, Humberto Ríos, Eliseo Subiela, Nemesio Juárez, Pablo Szir, Pino Solanas, Jorge Martín, Octavio Getino, Jorge Cedrón y Enrique Juárez según su propio guion, que se estrenó en 1969.
El episodio Tiempo de violencia, de 50 minutos de duración y dirigido por Enrique Juárez, es uno de los pocos fragmentos que se conservan del filme.

## Comentarios
Gisela Paola Honorio comentó:

”La estructura narrativa se organiza en nueve episodios, un prólogo y un epílogo sistematizados sobre la misma tesis: violentar la percepción del espectador para luego violentar su conciencia política…. El principal procedimiento estético que utiliza el filme para provocar un extrañamiento es la distancia entre el discurso oficial y las imágenes……. Asimismo, existe una voluntad experimental en el filme que se percibe en el uso del collage entre estas fotografías de revistas amarillistas, protagonistas revolucionarios como el Che Guevara, dibujos animados, modelos desnudas y la virgen en medio de ellas, palabras alrededor de policías que cobran sentido por sí mismas: paz, orden, subordinación…. los realizadores no se conforman con un filme de mera agitación revolucionaria. Para contribuir a la liberación latinoamericana, este movimiento consideraba que la articulación entre vanguardia estética y vanguardia política resulta imprescindible. Para obtener un mayor alcance en sus fines didácticos, se valieron de rupturas con el documental clásico. De esta manera, trastocan la velocidad natural de las imágenes, incorporan dibujos animados, ensamblan fotografías de la lucha del pueblo con carteles opuestas al discurso oficial que enumeran las atrocidades de la dictadura de Juan Carlos Onganía. De la misma forma, comprobamos que para los Realizadores de Mayo, el primordial objetivo se centró en violentar la percepción de los espectadores y, al mismo tiempo, abogar por la violencia revolucionaria.”

Claudio Remedi comenta en cuanto a esta película:

”El film incluye elementos de animación, la reconstrucción del cordobazo, elementos cercanos al discurso publicitario y la misma impronta de llamar a la participación del público mediante el debate y la acción política.
Parte de este material sería reorganizado y ampliado por el realizador Enrique Juárez con el nombre de Ya es tiempo de violencia, 1969, interesante collage que retoma al cordobazo como acontecimiento e incluye la palabra de dirigentes sindicales, sectores oficialistas y un clip-denuncia de la visita de Rockefeller a la Argentina ambientado con música de los Beatles."